# Pangæa
Pangæa (oldgræsk for "hele Jorden") var et superkontinent som eksisterede i Palæozoikum- og Mesozoikumæraerne før kontinenterne blev adskilt til deres nuværende placeringer.
Navnet blev først brugt af grundlæggeren af kontinentaldriftsteorien, tyskeren Alfred Wegener, i 1920. Det enorme hav, som omgav Pangæa kaldes Panthalassa.
Pangæa blev samlet ved den Hercyniske bjergkædefoldning for omkring 370 til 245 millioner år siden og opløst for ca. 200 millioner år siden, da kontinentet blev delt i en nordlig del, Laurasien, og en sydlig del, Gondwanaland.
Pangæa er formentlig ikke det første superkontinent. Formodede tidligere superkontinenter er Rodinia og Pannotia. 